# Lucia Berlin
Lucia Brown Berlin (Juneau, 12 de novembro de 1936 – Marina del Rey, 12 de novembro de 2004) foi uma escritora e professora universitária Norte-americana. Só obteve notoriedade onze anos após a sua morte, em agosto de 2015, com a publicação por Farrar, Straus and Giroux do volume de histórias selecionadas, Brasil: Manual da Faxineira / Portugal: Manual para mulheres de limpeza, editado por Stephen Emerson. Ele chegou à lista dos best-sellers da New York Times na sua segunda semana, e nas semanas seguintes superou todos os seus livros anteriores combinados. Apesar da coleção não ser elegível para os prémios anuais (porque a autora tinha falecido, ou porque se tratava de material recolhido),  foi nomeada para um grande número de listas de fim de ano de listas, incluindo o New York Times Book Review"s "10 Melhores Livros de 2015." Também foi uma das finalistas do Prémio Kirkus.

## Biografia
Berlim nasceu em Juneau, no Alasca, e passou sua infância em movimento, seguindo a carreira do seu pai como engenheiro de minas. A família viveu em campos de mineração no estado de Idaho, Montana e Arizona, e Chile, onde Lúcia passou a maior parte de sua juventude. Como adulta, viveu no Novo México, México, Califórnia do Norte e do Sul e no Colorado.
Está enterrada no Green Mountain Cemetery, em Boulden, Colorado. A sua lápide tem uma citação da sua obra Welcome Home:
```
They call it heartache because missing someone is an actual physical pain, in your blood and bones.
```

## Carreira
Berlim começou a publicar relativamente tarde na vida, sob o incentivo e, às vezes, a tutela do poeta Ed Dorn. A sua pequena coleção, Angels Laundromat, foi publicado em 1981, mas as suas histórias publicadas foram escritas em 1960. Várias de suas histórias apareceram em revistas como The Atlantic e Nobre Selvagem de Saul Bellow. Berlin publicou seis coletâneas de contos, mas a maioria do seu trabalho pode ser encontrado em três últimos volumes da Black Sparrow Books: Saudades de casa: Novos e Histórias Selecionadas (1990), tanto Tempo: Histórias 1987-92 (1993) e Onde eu Vivo Agora: Histórias de 1993-98 (1999).
Berlin nunca foi uma autora "best-seller", mas era influente dentro da comunidade literária.[carece de fontes?]
Ela tem sido comparada a Raymond Carver e Richard Yates.[carece de fontes?]
 A sua história de 1 página "My Jockey", consistindo em cinco parágrafos, ganhou o Jack London Short Prize de 1985. Berlin também ganhou um American Book Award em 1991 para Homesick, e foi premiada com uma bolsa do National Endowment for the Arts.

## Obras
- Brasil: Manual da Faxineira / Portugal: Manual para mulheres de limpeza - no original A Manual for Cleaning Ladies. Illustrations by Michael Myers. Washington, D.C. [i.e. Healdsburg, California]: Zephyrus Image, 1977. OCLC 6148887

- Angels Laundromat: Short Stories. Cover art and illustrations by Michael Shannon Moore. Berkeley, CA: Turtle Island for the Netzahaulcoyotl Historical Society, 1981. ISBN 978-0-913-66639-5 OCLC 7532068

- Legacy. Berkeley, CA: Poltroon Press, 1983. Illustrated by Michael Bradley. OCLC 10869572

- Phantom Pain: Sixteen Stories. Bolinas, CA: Tombouctou Books, 1984. ISBN 978-0-939-18028-8 OCLC 633368020

- Safe & Sound. Berkeley, CA: Poltroon Press, 1988. Illustrated by Frances Butler. ISBN 978-0-918-39505-4 OCLC 123106761

- Homesick: New & Selected Stories. Santa Rosa CA: Black Sparrow Press, 1990. ISBN 978-0-876-85816-5 OCLC 22597395

- So Long: Stories, 1987-1992. Santa Rosa, CA: Black Sparrow Press, 1993. ISBN 978-0-876-85894-3 OCLC 27381091

- Where I Live Now: Stories, 1993-1998. Santa Rosa, CA: Black Sparrow Press, 1999. ISBN 978-1-574-23091-8 OCLC 475160702

- A Manual for Cleaning Women: Selected Stories. Edited by Stephen Emerson. Foreword by Lydia Davis. New York, NY: Farrar, Straus and Giroux, 2015. ISBN 978-0-374-20239-2 OCLC 898433447